# Elevenszülő emlősök
Az elevenszülő emlősök (Theria) az emlősök (Mammalia) osztályának egyik alosztályát alkotják, a tojásrakó emlősök mellett. Magyarul nevezik őket „tulajdonképpeni emlősöknek”, illetve „magasabbrendű emlősöknek” is. A ma élő emlősök túlnyomó többsége, köztük az ember is, ebbe az alosztályba tartozik. Valamennyi recens képviselőjükre, így az erszényesekre és a méhlepényesekre is jellemző, hogy eleven utódokat ellenek!

## Anatómia
Nehéz olyan jellemzőket keresni, amelyek a taxon minden egyes fajára igazak, mivel élőhelyükben és testfelépítésükben is rendkívül változatosak. Azonban jó pár ilyen tulajdonság létezik.
A koponya oldalfala az ékcsont nagy szárnyából (ala major vagy alisphenoid) és a pikkelycsontból (squamosum) alakul ki. A hollócsőrnyúlvány (processus coracoideus) már nem önálló csont - mint az emlősökhöz rendszertanilag nagyon közel álló Prototheria alosztálynál -, hanem a lapocka (scapula) külső, felső nyúlványa.
Az alosztályra jellemző a szőrtakaró, amely másodlagosan eltűnhet vagy csökevényesedhet, mint például az embernél, a ceteknél és a sziréneknél.
A fogak fogmederben ülnek az állkapocs (mandibularia) szerves részeként. Az állkapcsot egyetlen pár csont alkotja.
Bár a méhlepény (placenta) megléte csak az alosztály két öregrendjének egyikére vonatkozik, mégis minden emlős elevenen hozza világra kicsinyét.
A négy végtag ugyan nem teszi monofiletikus csoporttá, mert a Tetrapoda csoportot ez már önmagában jellemzi, de több közös tulajdonságot együttvéve már kládot alkot. A mirigyek (izzadságmirigy, tejmirigy, illatmirigy) megléte ugyanilyen, hiszen ezek a tojásrakó emlősöknél is előfordulnak.
Az úszólábúak (Pinnipedia) rendjének képviselői másodlagosan vízi életmódúak. Ide tartoznak a cetek (Cetacea), rozmárok (Odobenidae), fókák (Phocidae), bálnák (Balaenidae) és  delfinek (Delphinidae) is, amelyeknek ugyan jócskán elcsökevényesedtek az első és hátsó végtagjaik is, de a csontmaradványok még megvannak.

## Rendszerezés
Az elevenszülő emlősöknek két nagy csoportja van: a Metatheria, melynek ma is élő képviselői az erszényesek (Marsupialia), és az Eutheria, melynek ma is élő képviselői a méhlepényesek (Placentalia). Mivel mindkét csoportnak csak egy-egy alcsoportja maradt fenn, ezért gyakran, helytelenül, azok szinonimáikként értelmezik őket.
- Metatheria
  - †Alphadontia
  - †Deltatheroida
  - †Asiadelphia
  - †Sparassodonta
  - Erszényesek (Marsupialia)
- Eutheria
  - †Eomaia
  - †Murtoilestes
  - †Prokennalestes
  - †Montanalestes
  - Méhlepényesek (Placentalia)